# Lóvasút

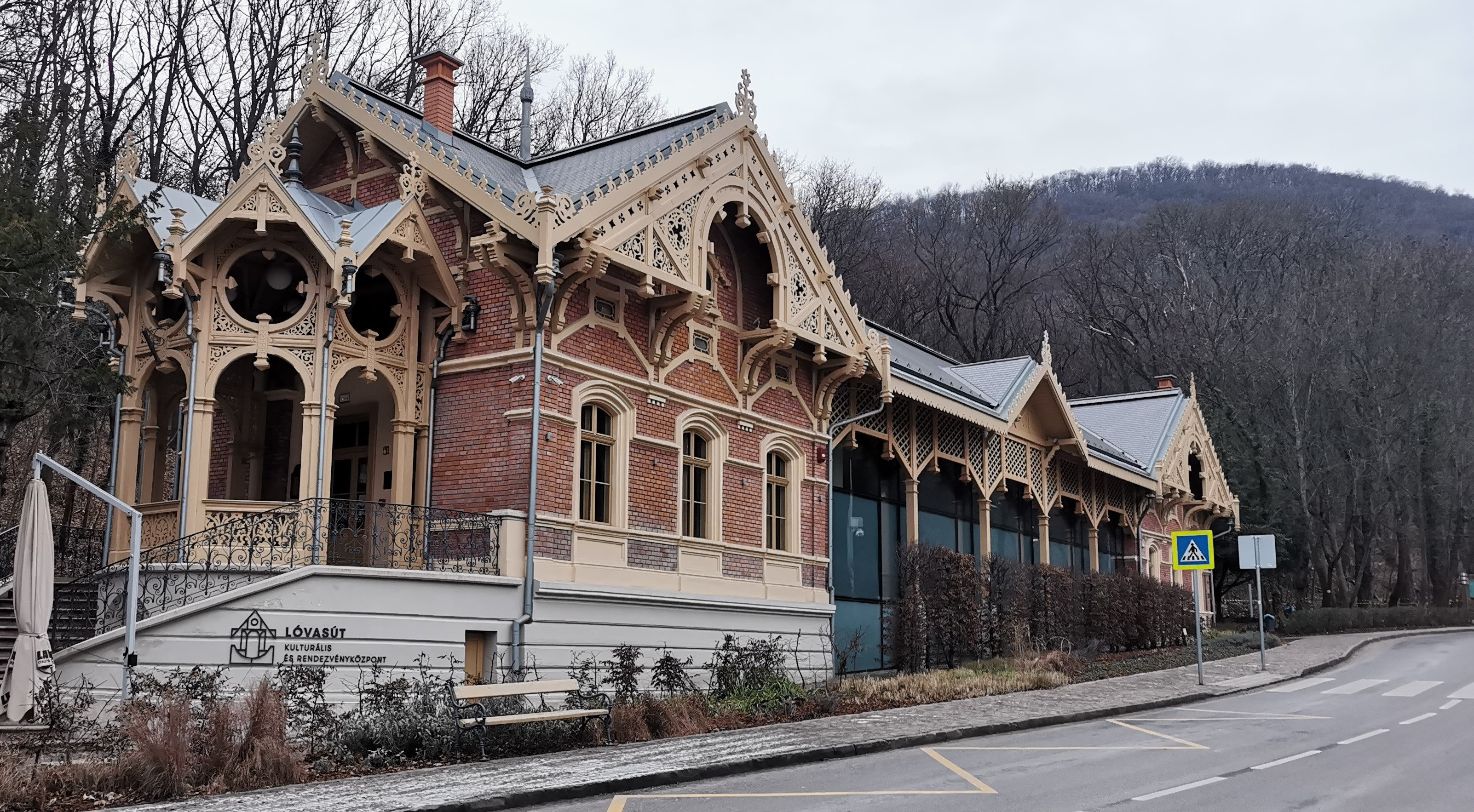
A Lóvasút Virányosi végállomása

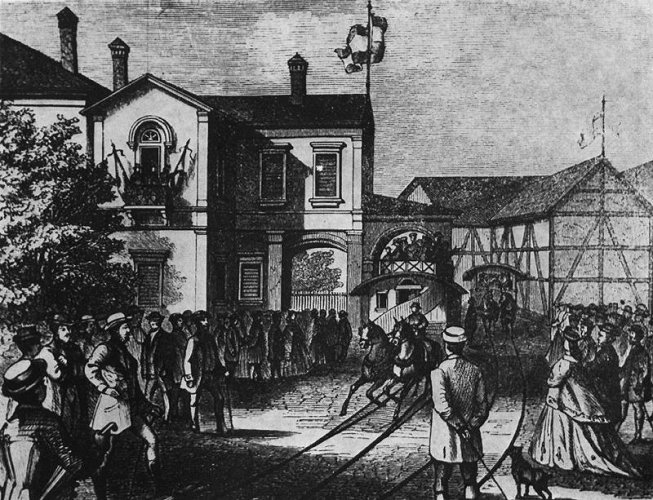
A lóvasút megindulása Budapesten, a bal oldalon a BKVT-székházzal, mely ma is áll az Újpest-városkapu metróállomás szomszédságában

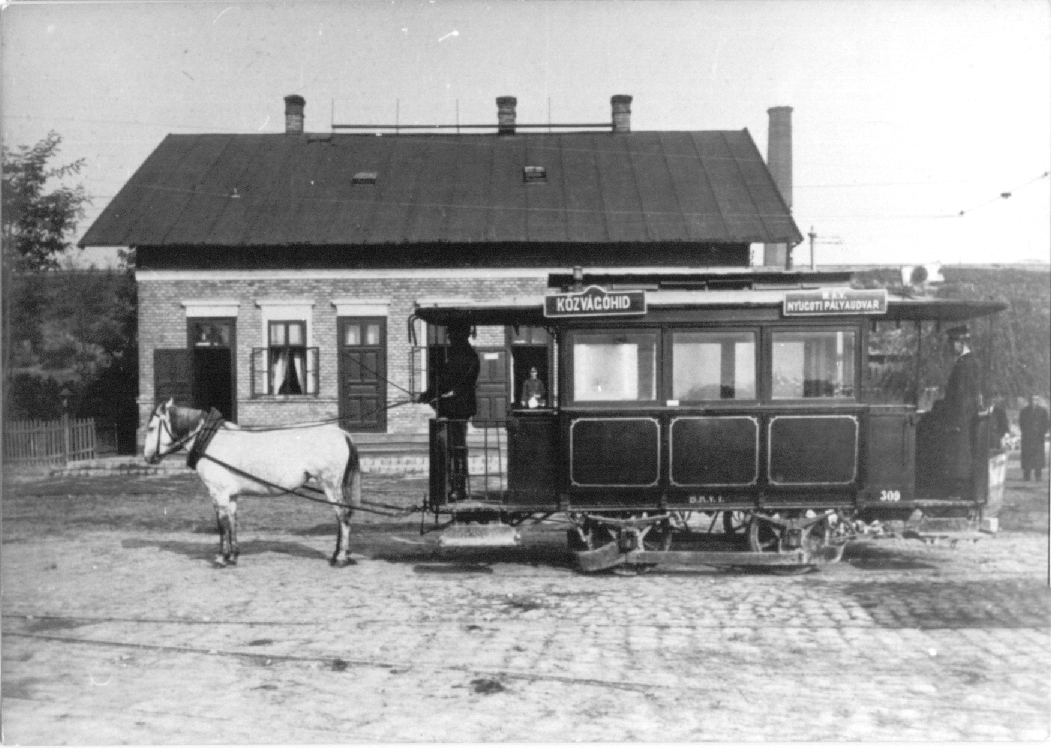
Budapesti lóvasút 1880 körül

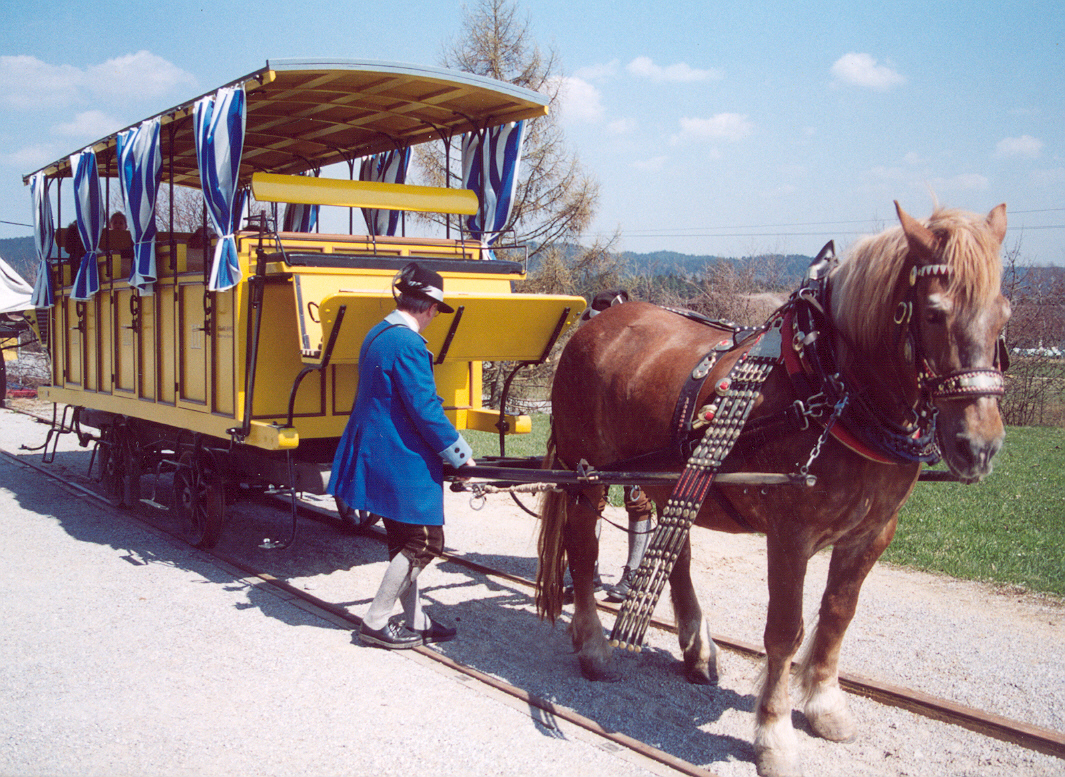
Az egykori Budweis (ma: České Budějovice) és Linz közötti lóvasút rekonstruált járműve

A lóvasút kötöttpályás, lóval vontatott közlekedési eszközöket jelent. A lóvasút a vasúti járművek egyik fajtája.

## Története
A kötöttpályás közlekedés kezdeteit a bányákban használt fa nyompálya jelentette, amelyen emberi erővel mozgatott csillék közlekedtek. A fapályát a 18. században vasszerkezetekkel erősítettek meg, majd vaspályával váltották fel. A vaspálya jelentős tömegű áru mozgatását tette lehetővé, amihez 1767 körül kezdtek lovakat használni. A lóvasút előnye a szekerekhez képest a kisebb gördülési ellenállás miatt a nagyobb terhelhetőség, a nedvességtől független használhatóság és a könnyebb, jóval simább futás volt. A közforgalmú lóvasutak korai közúti vasutak voltak.
Személyszállításra 1803-ban használta először a Surrey Iron Rail nevű társaság, amely Dél-Londonban indított menetrendszerű lóvasútjáratokat.
Magyarországon először 1827-ben a Pest-Kőbánya között próbálták ki a lóvasúti technikát, de a kísérleti üzemet 1828-ban felszámolták. Ez volt az ún. lebegő vasút, azaz a lovak a kocsikat nem egy a földre lefektetett sínpályán vontatták, hanem az építőanyagot szállító kocsik egy pilonokon álló, gerendákkal, kötelekkel megerősített szerkezeten gurultak. A vállalkozás teljes csőd volt, az olcsó puhafából épített fapálya nem bírta a terhelést. Érdekesség, hogy a lebegő vasút lebontott faanyagát Széchenyi István vásárolta meg tűzifának. A lóvasút a reformkorban olcsósága miatt a gőzvasutak reális alternatívájának tűnt. A közlekedéspolitikai viták közepette még Magyarország lóvasúti hálózatának tervét is elkészítették.
1840–46 között lóvasút épült Pozsonytól Nagyszombatig, majd Szeredig a Pozsony-Nagyszombati Első Magyar Vasúttársaság kezelésében. A 64 km hosszú pályán két kocsiból álló személy- és legfeljebb 6 kocsiból álló tehervonatok közlekedtek. A személyvonatok menetideje kb. 4,5 óra volt. 1872-ben eladták a Vágvölgyi vasútnak, ennek a kezelésében aztán hamarosan áttértek a vonalon a gőzvontatásra (az infrastruktúra előrelátó módon már eleve a nagyobb terhelésre épült).
1847-ben az Oravicabánya–Jaszenova–Báziás vonalon vonalon megindult a lóvasúti közlekedés. A vonalat Oravicabányáról Lissava felé meghosszabbítottak, majd egészen Stájerlakanináig kezdtek megépíteni, a hegység szénkitermelésének fokozására. A vasút a dunai gőzhajózáshoz kapcsolódva bekötötte a bányavidéket a nemzetközi vérkeringésbe. 1854-ben az Oravicabánya–Báziás szakaszt mozdonyüzemű vasúttal váltották ki. 1863-ban bravúros ipari teljesítményként elkészült a mozdonyüzemű, normál nyomközű vasút Oravicabánya és Stájerlakanina között is (a közel kész lóvasút kiváltására).
A gőzüzemű vontatás a lóvasutat a távolsági közlekedésben versenyképtelenné tette a jóval nagyobb sebesség és terhelhetőség miatt. A gőzüzem a városokban azonban nem igazán vált be, ezért az omnibuszok, majd a lóvasutak a 19. század második felében gyorsan terjedtek az egyre nagyobbá váló városokban.
A magyar városok közül 1860-ban – Pestet megelőzve – Lippán létesült lóvasút.
Pesten a Pesti Közúti Vaspálya Társaság indított először közforgalmú lóvasúti szolgáltatást Pest, Széna tér (ma Kálvin tér) és Újpest, Városkapu (ma Újpest-Városkapu metrómegálló) között 1866. július 30-án. Az újpesti lóvasút megnyitása után két évvel, 1868 júniusában indult Buda első lóvasút vonala a Lánchíd és Zugliget (közelebbről a Laszlovszky-major) között, illetve ugyanekkor a Lánchíd budai hídfő – Óbuda Fő tér viszonylatban, az építő és üzemeltető a Budai Közúti Vaspálya Társaság volt (BKVT)
A városi közlekedésben a lóvasutat a villamos közúti vasút szorította ki. Az utolsó hazai városi lóvasút 1928 április 10-ig üzemelt a Margit-szigeten.
A ma üzemelő lóvasutakat többnyire hagyományőrző egyesületek állították helyre. A Man-szigeti Douglas Horse Tram a második világháború kivételével 1876 óta folyamatosan üzemel, igaz, évtizedek óta már csak a nyári szezonban. Bécs városában a villamosmúzeum szintén üzemeltet lóvasutat nyaranta.

## Képtár

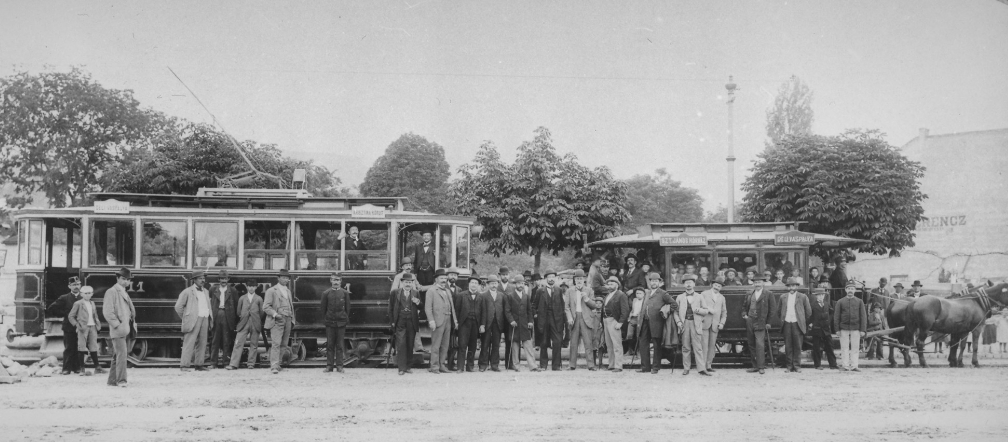
A Virányosi Lóvasút utolsó útja (1898. június 7.)